# 魏特施塔特
魏特施塔特（發音：[ˈvaɪtɐʃtat] ⓘ）是德国黑森州达姆施塔特行政区达姆施塔特-迪堡县的城市，面积34.4平方千米，2023年12月31日人口为26,291人。